# Bear Creek (Texas)
Bear Creek é uma vila localizada no estado norte-americano do Texas, no Condado de Hays.

## Demografia
Segundo o censo norte-americano de 2000, a sua população era de 360 habitantes. 
Em 2006, foi estimada uma população de 376, um aumento de 16 (4.4%).

## Geografia
De acordo com o United States Census Bureau tem uma área de 
3,0 km², dos quais 3,0 km² cobertos por terra e 0,0 km² cobertos por água.

## Localidades na vizinhança
O diagrama seguinte representa as localidades num raio de 16 km ao redor de Bear Creek. 